# Тараненко Денис Валерійович
Дени́с Вале́рійович Таране́нко (позивний ТАРАН) (1996—2023— солдат Збройних сил України, учасник російсько-української війни.

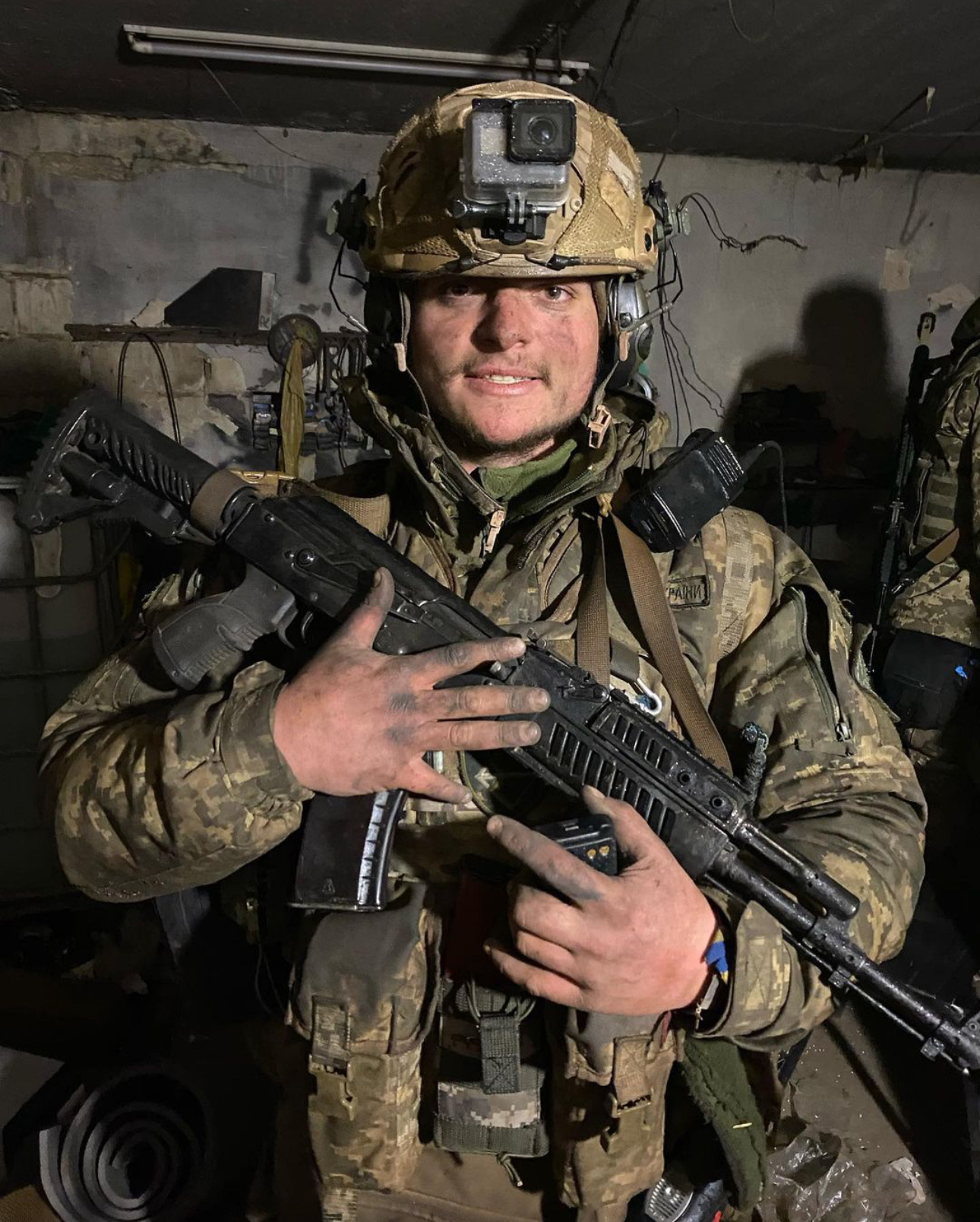
Таран на позиції.

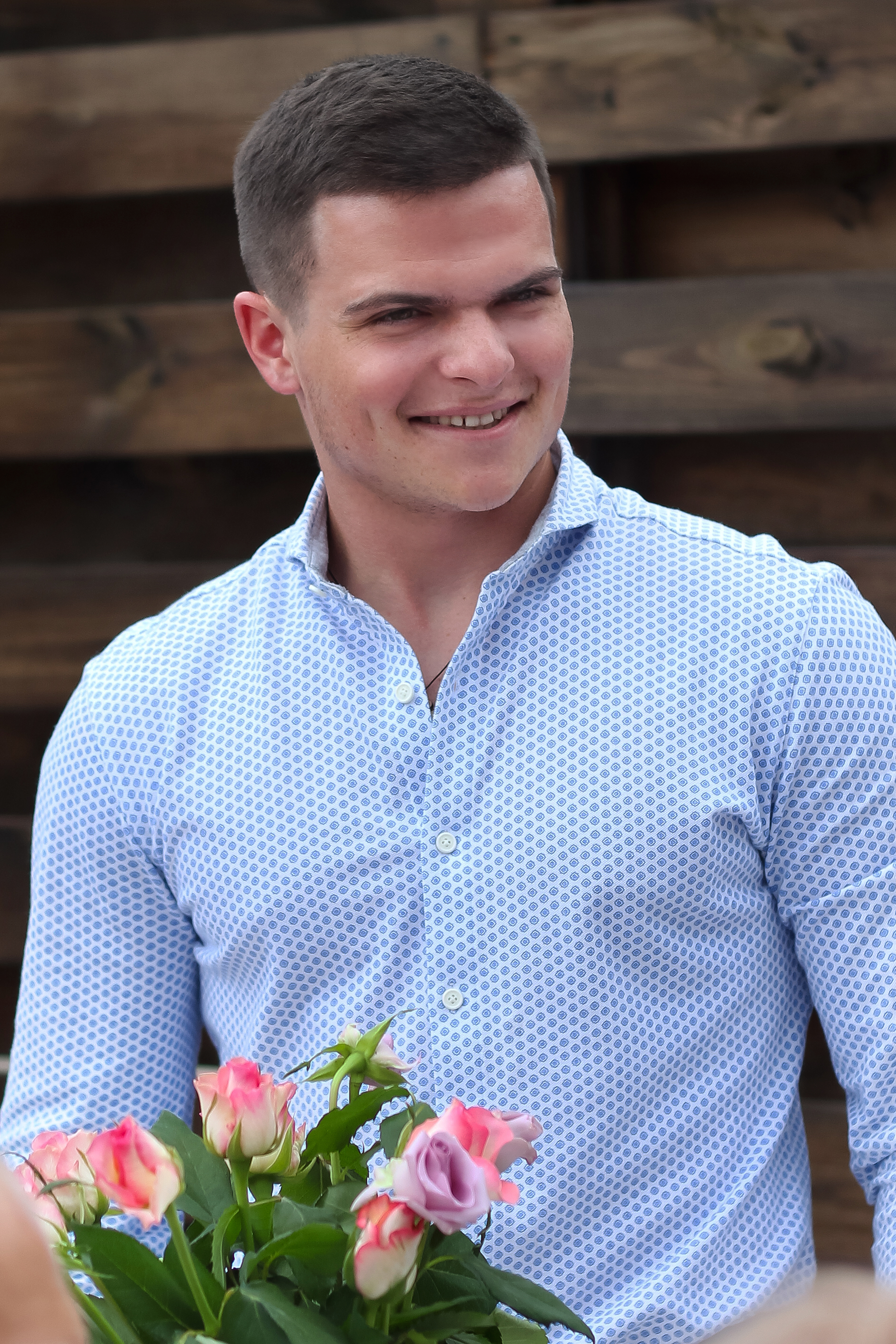
Денис Тараненко у цивільному житті травень 2018.

## Життєпис
Денис Тараненко народився 11 липня 1996р. в м. Харкові в сім'ї підприємців- мати-Тетяна Володимирівна Тараненко 25.08.1972р.н., батько,-Валерій Васильович Тараненко 07.07.1967р.н.
В 2003р. Денис почав навчання у Харківській Спеціалізованій школі №162, де навчався 11 років і яку закінчив з золотою медаллю. В 2014р. вступив до університету Академія Леона Козмінського в Варшаві, Польща на спеціальність «Менеджмент».
Денис був багаторазовим чемпіоном України з кікбоксінгу: в 2005 році зайняв 3 місце на кубку Європи, в 2006 році зайняв 1 місце на Чемпіонаті світу з бойових мистецтв, за що отримав КМС (єдиний на той час для такого віку), в 2007 році зайняв 1 місце на кубку світу.
У Дениса є син,- Лев Денисович Тараненко 27.04.2020 р.н.

## Повномасштабне вторгнення
З початком повномасштабного вторгнення Денис Тараненко записався в ряди Територіальної оборони.
Перше відрядження в травні-червні 2022 року було в напрямку Сєвєродонецька. Захищаючи місто до останнього дня, вийшов з двома контузіями. Cічень-лютий 2023 року був на нульових позиціях, захищаючи м. Бахмут. Отримав ще 3 контузії.
Останнє відрядження на нульових позиціях був Лиман. Виконуючи спецзавдання, їх розрахунок з 4х бійців очікували наказ в бліндажі. Ворог влучив прямо в ціль. Денис загинув 30.07.23 р. в с. Ямпіль, Донецька обл.
Поховали Дениса Тараненко 04.08.2023р. у м. Харків на 18 міському кладовищі на Алеї Слави.
Служив Денис Тараненко від початку війни у в/ч А7374 (205 батальйон 241 бригади), з червня 2023 року у в/ч А 4587 (515 батальйон «Залізні вовки»).

## Нагороди
- Указом Президента України №362/2023 нагороджений Орден «За мужність» ІІІ ступеня.[2]
- Указом Президента України №697/2023 нагороджений Орден «За мужність» ІІ ступеня.[3]

Н А Г О Р О Д Н И Й  Л И С Т
д л я  п р е д с т а в л е н н я  д о  в і д з н а ч е н н я 
д е р ж а в н о ю  н а г о р о д о ю  У к р а ї н и
| 1. Прізвище, ім’я, по батькові | ТАРАНЕНКО Денис Валерійович | ТАРАНЕНКО Денис Валерійович    | ТАРАНЕНКО Денис Валерійович |
| 2. Посада і місце роботи, служби стрілець стрілецького відділення стрілецького взводу стрілецької роти 205 окремого батальйону територіальної оборони 241 окремої бригади територіальної оборони регіонального управління Сил територіальної оборони «Північ» Сил територіальної оборони Збройних Сил України, ІПН 3525601912. |                             |                                |                             |
| 3. Число, місяць, рік і місце народження | 11 липня 1996 року          | 11 липня 1996 року             | 11 липня 1996 року          |
| м. Первомайск, Харківській обл., Україна |                             |                                |                             |
| 4. Стать | чоловіча                    | 5. Національність              | українець                   |
| 6. Партійність | позапартійний               | 7. Освіта                      | Академія Леона Козминського |
| (Польща) у 2017 році за спеціальністю маркетинг та адміністрування |                             |                                |                             |
| 8. Науковий ступінь, вчене звання, спеціальне звання | солдат                      | солдат                         | солдат                      |
| 9. Які має державні нагороди України, дата нагородження не має . |                             |                                |                             |
| 10. Домашня адреса м. Харків, вул. Клочківська, 258, 03049, м. Київ, |                             |                                |                             |
| 11. Службова адреса | місто Київ                  | Тел.                           | 098 755-55-56               |
| 12. Загальний стаж роботи | 5 р.                        | Стаж роботи у даному колективі | 1 р. 2 м.                   |
| 13. Характеристика з зазначенням конкретних особливих заслуг особи |                             |                                |                             |
| 24 лютого 2022 року добровільно вступив на військову службу. За час служби проявив себе з найкращого боку як відповідальний військовослужбовець. 10 травня 2022 року солдат ТАРАНЕНКО Денис Валерійович, як один з найбільш підготовлених та вмотивованих військовослужбовців 205 окремого батальйону територіальної оборони, за власним бажанням був включений до складу першої зведеної роти для участі в бойових діях. З 29 травня по 24 червня 2022 року брав участь в боях з оборони міста Сєвєродонецьк Луганської області. В боях показав себе як відважний та стійкий солдат. Під час бойових дій отримав важку контузію. 12 січня 2023 року солдат ТАРАНЕНКО Денис Валерійович в складі 205 окремого батальйону територіальної оборони прибув в зону виконання бойових завдань в місті Бахмут Донецької області. 13 січня 2023 року під час заходу на позиції по вулиці Силікатній в місті Бахмут група з 12 військовослужбовців 2 стрілецької роти 205 окремого батальйону територіальної оборони на чолі з командиром роти потрапила у ворожу засідку. 6 військовослужбовців загинуло, а 6 було заблоковано у дворі одного з найближчих будинків. Солдат ТАРАНЕНКО Денис Валерійович добровільно викликався до складу штурмової групи для деблокування побратимів. Пострілами зі свого штатного гранатомету він знищив кулеметний розрахунок ворога, що тримав під вогневим контролем підходи до будинку де перебувала оточена група. Потім обрав вдалу позицію для крупнокаліберного кулемету НСВ УТЕС та прикривав з нього вивід заблокованої групи. 15 січня 2023 року під час ворожого штурму позицій «СУМИ», «ОДЕСА», «ДНІПРО» на східний околиці міста Бахмут постійно переміщувався вздовж оборонної лінії та зі свого РПГ-7 накривав вогневі точки та піхоту окупантів. Неодноразово вступав у стрілецький бій. В період з 16 по 27 січня 2023 року виступав в ролі мобільної вогневої групи, здійснюючи зі свого РПГ-7 прикриття позицій «ЮДЖИН», «БАРОН», «БАРМЕН» (вулиця Глиняна в місті Бахмут). Завдяки мужності солдата ТАРАНЕНКА Дениса Валерійовича вдалося відбити 12 штурмів противника. 27 січня 2023 року здійснюючи вогневе прикриття, під час ворожого мінометного обстрілу отримав контузію та був евакуйований. 1 лютого 2023 року після нетривалого лікування солдат ТАРАНЕНКО Денис Валерійович повернувся на бойові позиції, і продовжив виконання бойового завдання. В цей же день зі свого РПГ-7 з позицій на перехресті вулиці Шевченка та дороги Т1302 пострілами з гранатомету знищів позицію ворожого снайпера. 4 лютого 2023 року під час мінометного обстрілу був повторно контужений та евакуйований до шпиталю. Корупційних діянь і правопорушень не вчиняв. ВИСНОВОК: за бездоганне виконання військового та службового обов’язку, виявлену при цьому доблесть і честь солдат ТАРАНЕНКО Денис Валерійович гідний нагородження державною нагородою - орденом «За мужність» ІІІ ступеня. |                             |                                |                             |

Представляється до нагородження орденом «За мужність» ІІІ ступеня.
Командир 205 окремого батальйону територіальної оборони 
241 окремої бригади територіальної оборони 
регіонального управління Сил територіальної оборони «Північ»
Сил територіальної оборони Збройних Сил України
підполковник							 Олександр РАХІМОВ 
«___» ____________ 2023 р.